# Закс, Курт
Курт Закс (нем. Curt Sachs; 1881—1959) — немецкий и американский музыковед, этнограф и балетовед. Один из основателей современного инструментоведения, один из авторов классификации музыкальных инструментов, известной как система Хорнбостеля — Закса.
Частным образом изучал композицию и теорию музыки под руководством Лео Шраттенхольца. С 1904 года преподавал в Берлинском университете, читал лекции по истории музыки. Им была разработана методология изучения танца в связи музыкой и другими видами искусства. Поскольку Закс был евреем, в 1933 году по закону он был уволен с государственных постов, после чего эмигрировал во Францию, а затем в США, где в 1939 году стал профессором Нью-Йоркского университета, а в 1953 году — профессором Колумбийского университета.
Закс — автор трудов по истории танца, в том числе монографии «Всемирная история танца» (Берлин, 1933). Труды эти были написаны на основании изучения документального материала по музыке и хореографии.

## Избранные труды
- Curt Sachs. Real-Lexikon der Musikinstrumente, zugleich ein Polyglossar für das gesamte Instrumentengebiet (нем.). — Berlin: Im Verlag von Julius Bard, 1913. (переиздано в 1964)
- (совместно с Э. М. Хорнбостелем) Systematik der Musikinstrumente // Zeitschrift für Ethnologie, XLVI (1914), 553-90 (многочисленные репринты и переводы на др. языки)
- Die Musikinstrumente Indiens und Indonesiens. Berlin, 1915
- Handbuch der Musikinstrumentenkunde. Leipzig, 1920; 2/1930
- Die modernen Musikinstrumente. Berlin, 1923
- Eine Weltgeschichte des Tanzes. Berlin, 1933
- Curt Sachs. The History of Musical Instruments (англ.). — New York: W.W. Norton & Company, 1940. (переиздано в 1968)
- The Rise of Music in the Ancient World, East and West. New York, 1943
- Rhythm and Tempo: a Study in Music History. New York, 1953